# 安島昶
安島 昶（あじま ちょう、生没年不詳）は茨城県の教育家。家系は安島氏。
新治郡藤沢村（現在の土浦市）の人。水戸第一高等学校の卒業生名簿にその名がみえる。
藤沢尋常高等小学校の校長として在職中、温良恭謙の教育家として知られ、多年にわたり教鞭を執り、教育上の尽力は尽大とされる。但し、その功績は自ら深く韜晦し顕さず、あまり多くを知られることはないとされる 。